# Anushka Shetty
Sweety Shetty (Índia, 1981), coneguda pel seu nom artístic Anushka Shetty, és una actriu índia coneguda pel seu treball principalment al cinema telugu i tàmil. Ha rebut tres premis Filmfare South, dos Nandi Awards, dos SIIMA Awards i un Tamil Nadu State Film Award. Després d'haver aparegut en 48 pel·lícules en diversos papers, és una de les actrius més ben pagades de l'Índia del Sud.
Va fer el seu debut com a actriu amb la pel·lícula telugu Super del 2005, que li va valer una nominació a la millor actriu secundària pel Filmfare - Telugu. L'any següent, va protagonitzar el gran èxit de S. S. Rajamouli, Vikramarkudu. Els seus altres llançaments Lakshyam (2007), Souryam (2008) i Chintakayala Ravi (2008) també van ser èxits de taquilla. El 2009, Shetty va interpretar dos papers a la pel·lícula de fantasia fosca en telugu Arundhati, que la va portar al seu primer premi Filmfare a la millor actriu - telugu i al premi Nandi. L'any següent, la interpretació de Shetty d'una prostituta a l'aclamat drama Vedam li va guanyar un segon premi consecutiu a la millor actriu de Filmfare.
A la dècada de 2010, Shetty també va protagonitzar el cinema tàmil en pel·lícules d'acció com Vettaikaaran (2009), Singam (2010), Singam II (2013) i Yennai Arindhaal (2015), totes elles van ser grans èxits comercials. Va continuar rebent elogis de la crítica amb les seves actuacions principals als drames Vaanam (2011), Deiva Thirumagal (2011) i Size Zero (2015). Va interpretar la reina titular a la ficció històrica èpica Rudhramadevi del 2015, que li va guanyar el tercer premi Filmfare a la millor actriu telugu. El retrat de Shetty de la princesa Devasena a la sèrie Baahubali (2015-2017) va rebre un gran reconeixement.